# Наградени с орден „Стара планина“ (Желю Желев след 15 юли 1994)
Това е списък на наградените с орден „Стара планина“ от промяната в статута му на 15 юли 1994 г., разрешаващ награждаването и на български граждани, до края на мандата на президента Желю Желев на 22 януари 1997 г.
| Дата на указа    | Носител                                                             | Вид       | Заслуги                                                                                   |
| ---------------- | ------------------------------------------------------------------- | --------- | ----------------------------------------------------------------------------------------- |
| 1996             | Уилям Монтгомъри, посланик на Съединените американски щати          | I степен  | [ 1 ]                                                                                     |
| 1996             | Николай Гяуров, оперен певец                                        | I степен  | [ 2 ]                                                                                     |
| 1996             | Анна Томова-Синтова, оперна певица                                  | I степен  | [ 3 ]                                                                                     |
| 1996             | Гена Димитрова, оперна певица                                       | I степен  | [ 4 ]                                                                                     |
| 1996             | Анастасиос Сидерис, посланик на Гърция                              | I степен  | [ 5 ]                                                                                     |
| 1996             | Никола Гюзелев, оперен певец                                        | I степен  | [ 6 ]                                                                                     |
| 1996             | Стефано Растрели, посланик на Италия                                | II степен | [ 7 ]                                                                                     |
| 1996             | Томас О'Съливан, ръководител на делегацията на Европейската комисия | II степен | [ 8 ]                                                                                     |
| 1996             | Дмитрий Лихачов, руски славист                                      | I степен  | [ 9 ]                                                                                     |
| 24 октомври 1996 | Александър Авдеев, посланик на Русия                                | I степен  | „за развитието и укрепването на отношенията между Република България и Руската федерация“ |
| 10 декември 1996 | Стефка Костадинова, лекоатлетка                                     | I степен  | „към Република България“                                                                  |